# Sebastian County
Sebastian County is een county in de Amerikaanse staat Arkansas.
De county heeft een landoppervlakte van 1.389 km² en telt 115.071 inwoners (volkstelling 2000). De hoofdplaats is Fort Smith.

## Bevolkingsontwikkeling

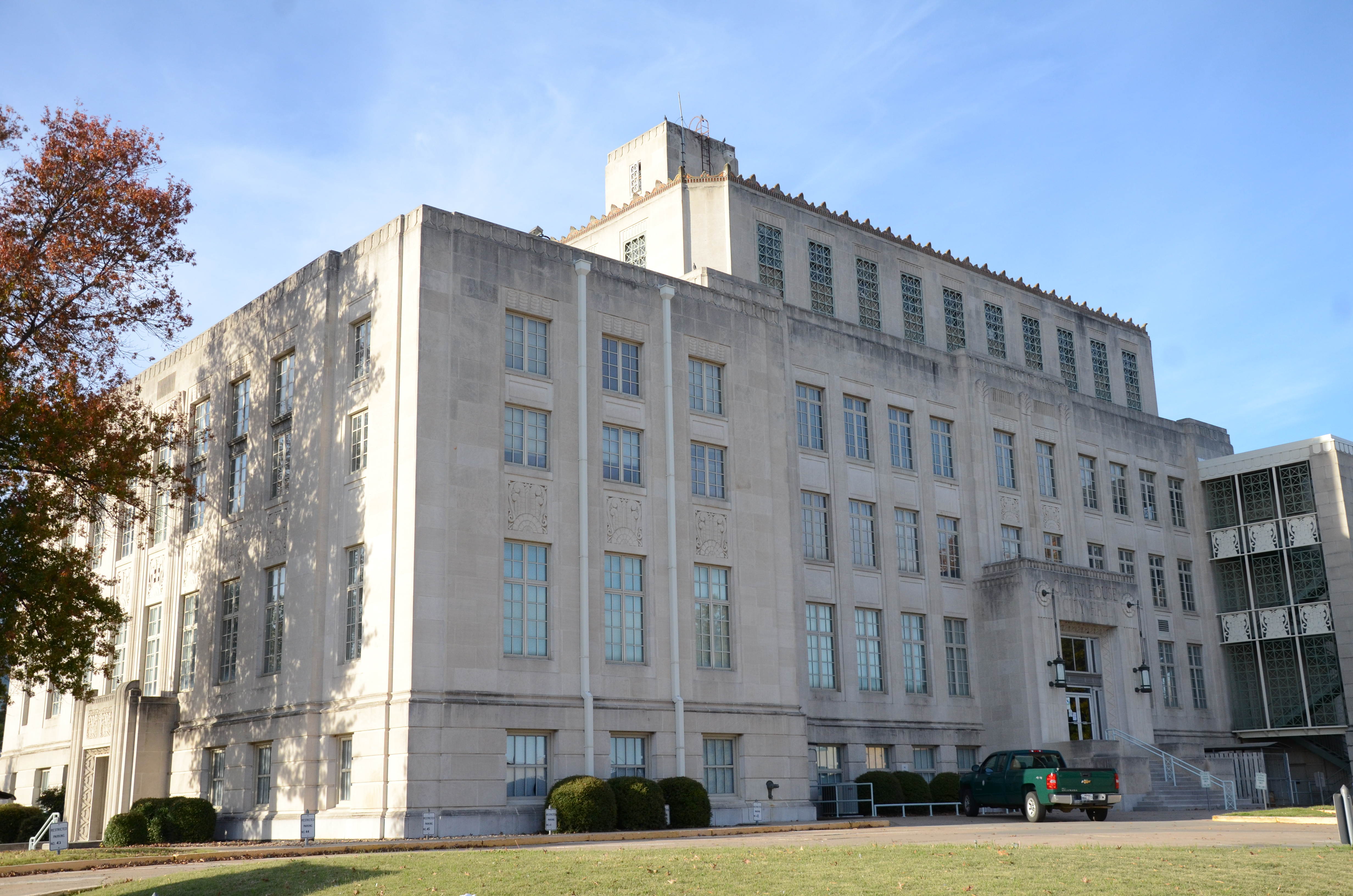
Sebastian County Courthouse